# Servi Terenci
Servi Terenci (en llatí, Servius Terentius) va ser un militar romà. Formava part de la gens Terència.
Era amic de Dècim Juni Brut i a la fugida de Mutina del 43 aC es va fer passar pel seu amic per salvar-li la vida. Tot i el seu gest, un oficial de cavalleria de Marc Antoni el va reconèixer i es va salvar de la mort.